# Лижні перегони на зимових Олімпійських іграх 2014 — командний спринт (чоловіки)
Змагання з лижних перегонів в командному спринті класичним стилем серед чоловіків на зимових Олімпійських іграх 2014 відбулись 19 лютого. Місцем проведення змагань став лижно-біатлонний комплекс «Лаура». Півфінальні забіги почалися о 14:05 за місцевим часом (UTC+4), а фінал стартував о 16:15. У чоловічому командному спринті взяло участь 46 спортсменів з 23 країн.
Перемогу в змаганнях несподівано здобули лижники з Фінляндії, друге місце дісталося спортсменам Росії, а бронзові медалі завоювали шведські лижники. У фінальному забігу на стадіон з невеликим відривом вийшли лижники Фінляндії, Німеччині та Росії. При перестроюванні на сусідню лижню фін Самі Яухоярві валяє німця Тіма Чарнке, той падаючи ледь не збиває росіянина Микиту Крюкова, який дивом залишається на ногах. А тим часом фіни йдуть за золотом.

## Медалісти
| Золото                                    | Срібло                                    | бронза                                  |
| Фінляндія · Ійво Нісканен · Самі Яухоярві | Росія · Максим Вилегжанин · Микита Крюков | Швеція · Еміль Єнссон · Теодор Петерсон |

## Змагання

### Півфінал
| Місце | Номер | Спортсмен                         | Країна          | Час      | Примітки |
| ----- | ----- | --------------------------------- | --------------- | -------- | -------- |
| 1     | 2     | Ганнес Доцлер Тім Чарнке          | Німеччина       | 23:36,23 | Q        |
| 2     | 6     | Мартін Якш Алеш Разім             | Чехія           | 23:39,06 | Q        |
| 3     | 5     | Даріо Колонья Джанлука Колонья    | Швейцарія       | 23:42,31 | LL       |
| 4     | 1     | Ула Віген Гаттестад Петтер Нуртуг | Норвегія        | 23:43,63 | LL       |
| 5     | 3     | Федеріко Пеллегріно Дітмар Неклер | Італія          | 23:58,12 |          |
| 6     | 4     | Девон Кершоу Алекс Гарві          | Канада          | 24:20,37 |          |
| 7     | 9     | Пеетер Кюммель Райдо Ранкель      | Естонія         | 24:26,49 |          |
| 8     | 7     | Гаральд Вурм Макс Гауке           | Австрія         | 25:01,23 |          |
| 9     | 10    | Даніель Пріпічі Паул Пепене       | Румунія         | 26:06,80 |          |
| —     | 8     | Ендрю Янг Ендрю Масгрейв          | Велика Британія | —        | DNF      |
| —     | 11    | Сунь Цинхай Сюй Веньлун           | Китай           | —        | DNS      |

| Місце | Номер | Спортсмен                           | Країна     | Час      | Примітки |
| ----- | ----- | ----------------------------------- | ---------- | -------- | -------- |
| 1     | 16    | Ійво Нісканен Самі Яухоярві         | Фінляндія  | 23:26,13 | Q        |
| 2     | 13    | Максим Вилегжанин Микита Крюков     | Росія      | 23:26,91 | Q        |
| 3     | 15    | Еміль Єнссон Теодор Петерсон        | Швеція     | 23:28,22 | LL       |
| 4     | 14    | Микола Чобітки Олексій Полторанін   | Казахстан  | 23:28,50 | LL       |
| 5     | 17    | Сайма Гемільтон Ерік Бьорнсен       | США        | 23:29,14 | LL       |
| 6     | 12    | Сиріл Міранда Жан-Марк Гайяр        | Франція    | 23:41,79 | LL       |
| 7     | 19    | Хіроюкі Міядзава Юити Онда          | Японія     | 23:49,41 |          |
| 8     | 18    | Мацей Кречмер Мацей Старенґа        | Польща     | 23:53,09 |          |
| 9     | 20    | Петер Млинар Мартін Байчічак        | Словаччина | 24:58,06 |          |
| 10    | 21    | Андрій Грідін Веселін Цінзов        | Болгарія   | 25:11,06 |          |
| 11    | 23    | Руслан Перехода Олексій Красовський | Україна    | 25:31,13 |          |
| 12    | 22    | Філ Беллінгхем Колум Вотсон         | Австралія  | 25:54,31 |          |

### Фінал
| Місце | Номер | Спортсмен                         | Країна    | Час      | Відставання |
| ----- | ----- | --------------------------------- | --------- | -------- | ----------- |
| 1     | 16    | Ійво Нісканен Самі Яухоярві       | Фінляндія | 23:14,89 | +0,00       |
| 2     | 13    | Максим Вилегжанин Микита Крюков   | Росія     | 23:15,86 | +0,97       |
| 3     | 15    | Еміль Єнссон Теодор Петерсон      | Швеція    | 23:30,01 | +15,12      |
| 4     | 1     | Ула Віген Гаттестад Петтер Нуртуг | Норвегія  | 23:33,55 | +18,66      |
| 5     | 5     | Даріо Колонья Джанлука Колонья    | Швейцарія | 23:35,90 | +21,01      |
| 6     | 17    | Сайма Гемільтон Ерік Бьорнсен     | США       | 23:49,95 | +35,06      |
| 7     | 2     | Ганнес Доцлер Тім Чарнке          | Німеччина | 23:57,02 | +42,13      |
| 8     | 14    | Микола Чобітки Олексій Полторанін | Казахстан | 24:01,38 | +46,49      |
| 9     | 6     | Мартін Якш Алеш Разім             | Чехія     | 24:01,83 | +46,94      |
| 10    | 12    | Сиріл Міранда Жан-Марк Гайяр      | Франція   | DNS      |             |